# Championnat d'Irlande du Nord de football 1948-1949
Navigation
Édition précédente Édition suivante
Le 48e Championnat d'Irlande du Nord de football se déroule en 1948-1949. Coup de tonnerre sur le championnat :  Linfield FC met fin à l’emprise du Belfast Celtic. Après six succès successifs, le club des quartiers ouest de Belfast laisse le titre de champion à son grand rival, Linfield. Le celtic termine à une honorable deuxième place cinq points derrière le vainqueur.
Cette saison du championnat est marquée par la disparition du club 14 fois champion d’Irlande du Nord, le Belfast Celtic.
Le jour du Boxing Day de 1948 lors du match annuel à Windsor Park entre Linfield FC et Belfast Celtic. Belfast mène pendant pratiquement tout le match, mais Linfield égalise dans la dernière minute. Les supporters de Linfied envahissent alors le terrain et attaquent plusieurs joueurs du Celtic dont l’avant-centre Jimmy Jones qui est gravement blessé, souffrant d’une jambe cassée. 
Les dirigeants du Celtic pensent alors que l’attaque a prouvé que la police britannique s’est montrée incapable de protéger les joueurs et les supporters du club. Les faibles sanctions énoncées contre Linfield par la fédération obligent de fait le Celtic à se retirer de nouveau du championnat sous le prétexte que la sécurité du club n’est plus assurée. Après la saison 1948/1949, le Belfast Celtic n’a plus jamais joué de match officiel.
Le Belfast Celtic est remplacé pour la saison 1949-1950 par un autre club de Belfast, les Crusaders FC.
Avec 19 buts marqués,  Billy Simpson de Linfield FC termine meilleur buteur de la compétition.

## Les 12 clubs participants
- Ards Football Club
- Bangor Football Club
- Ballymena United Football Club
- Belfast Celtic Football Club
- Cliftonville Football Club
- Coleraine Football Club
- Derry City Football Club
- Distillery Football Club
- Glenavon Football Club
- Glentoran Football Club
- Linfield Football Club
- Portadown Football Club

## Classement
| Rang | Équipe           | Pts | J  | G  | N | P  | Bp | Bc | Diff |
| ---- | ---------------- | --- | -- | -- | - | -- | -- | -- | ---- |
| 1    | Linfield FC      | 36  | 22 | 16 | 4 | 2  | 58 | 21 | +37  |
| 2    | Belfast Celtic   | 31  | 22 | 14 | 3 | 5  | 69 | 32 | +37  |
| 3    | Glentoran FC     | 29  | 22 | 13 | 3 | 6  | 45 | 28 | +17  |
| 4    | Cliftonville FC  | 23  | 22 | 9  | 5 | 8  | 44 | 38 | +6   |
| 5    | Bangor FC        | 21  | 22 | 8  | 5 | 9  | 43 | 45 | -2   |
| 6    | Distillery FC    | 21  | 22 | 9  | 3 | 10 | 51 | 56 | -5   |
| 7    | Portadown FC     | 20  | 22 | 8  | 4 | 10 | 41 | 48 | -7   |
| 8    | Glenavon FC      | 20  | 22 | 6  | 8 | 8  | 35 | 43 | -8   |
| 9    | Derry City FC    | 19  | 22 | 8  | 3 | 11 | 40 | 52 | -12  |
| 10   | Ballymena United | 19  | 22 | 6  | 7 | 9  | 39 | 58 | -19  |
| 11   | Ards FC          | 16  | 22 | 7  | 2 | 13 | 46 | 49 | -3   |
| 12   | Coleraine FC     | 9   | 22 | 4  | 1 | 17 | 25 | 66 | -41  |

|  | Champion d'Irlande du Nord |
|  | Relégation                 |

### Meilleur buteur
- Billy Simpson, Linfield FC 19 buts

## Bilan de la saison
| Tableau d'Honneur                         |               |
| Compétition                               | Vainqueur     |
| Championnat d'Irlande du Nord de football | Linfield FC   |
| Coupe d'Irlande du Nord de football       | Derry City FC |

| Promotions et relégations |       |
| Relégués                  | Aucun |
| Promus                    | Aucun |